# ماكليمور وريان لويس
ماكليمور وريان لويس هما ثنائي هيب هوب أمريكي تم تشكيلهما في عام 2008، من سياتل، واشنطن. يتكون الثنائي من بن هاجرتي، مغني الراب الذي يطلق عليه اسم ماكليمور، وريان لويس، منتج أغاني، دي جيه، ومصور محترف، الذي التقى بالأول في جلسة تصوير. في عام 2009، أطلقوا أول جهد تعاوني لهم، أسطوانة مطولة بعنوان VS. EP. تابعوا لاحقًا مع VS. Redux‏ (2010)، الألبوم الحائز على جائزة غرامي The Heist‏ (2012) وThis Unruly Mess I Made‏ (2016).